# Lamborghini Estoque
La Lamborghini Estoque est un concept-car du constructeur italien de voitures de sport Lamborghini. Le prototype de l'Estoque a été présentée au Mondial de l'automobile de Paris 2008. Il s'agit de la toute première berline de l'histoire du constructeur ; en outre, il s'agit de la première quatre places de Lamborghini depuis l'Espada de 1968. Une production en série n'est plus envisagée à ce jour.

## Description
D'une longueur de plus de cinq mètres pour deux mètres de large, l'Estoque se positionne en tant que limousine sportive, et entre donc en concurrence directe avec les Porsche Panamera, Aston Martin Rapide et Maserati Quattroporte ; l'empattement de plus de trois mètres indique quant à lui que les efforts du constructeur se sont portés sur l'habitabilité.
Elle mesure 5,15 mètres, possède des roues de 23 pouces et est équipée de la transmission et du moteur de 560 chevaux de la Gallardo. Elle pourrait ainsi atteindre 320 km/h. Elle n'aurait que 4 places et non 5 mais les quatre portes seront bien de série.

## Motorisation
Alors que la mise en production de l'Estoque est encore débattue, il en va de même de sa motorisation définitive ; plusieurs solutions sont ainsi envisagées, à commencer par l'adoption du bloc V10 de la Lamborghini Gallardo LP560-4. Toutefois, le constructeur parle un temps d'employer des motorisations spécifiques comme un V8 turbocompressé ou un V8 hybride.

## Mise en production annoncée puis annulée
En mars 2009, alors que sa présentation au Mondial de Paris en 2008 augurait d'une mise en production pour 2010, la Lamborghini Estoque est mise en suspens par le constructeur de Sant'Agata. D'après Maurizio Reggiani, responsable de la division R&D chez Lamborghini, cette décision de reporter la berline provient d'une part de la crise économique, et d'autre part d'un choix stratégique de se concentrer sur les modèles existants de la marque.
Début 2010, le président de la marque, Stephan Winkelmann, confirme que l'Estoque ne sera pas produite en série : « Il n'y aura pas de troisième gamme au sein de la marque. Nous préférons concentrer nos efforts sur la Gallardo et la Murciélago ».

## Galerie

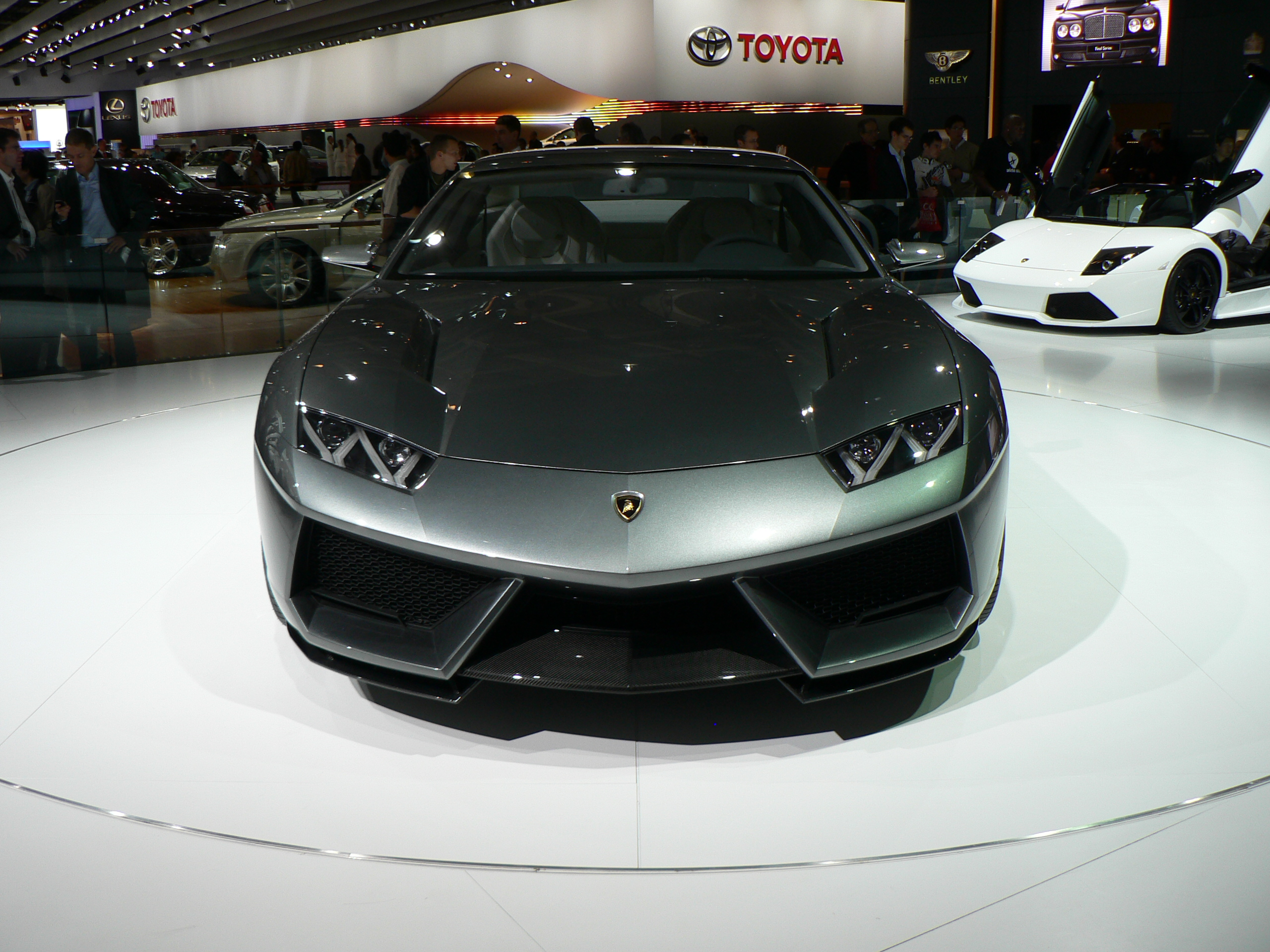
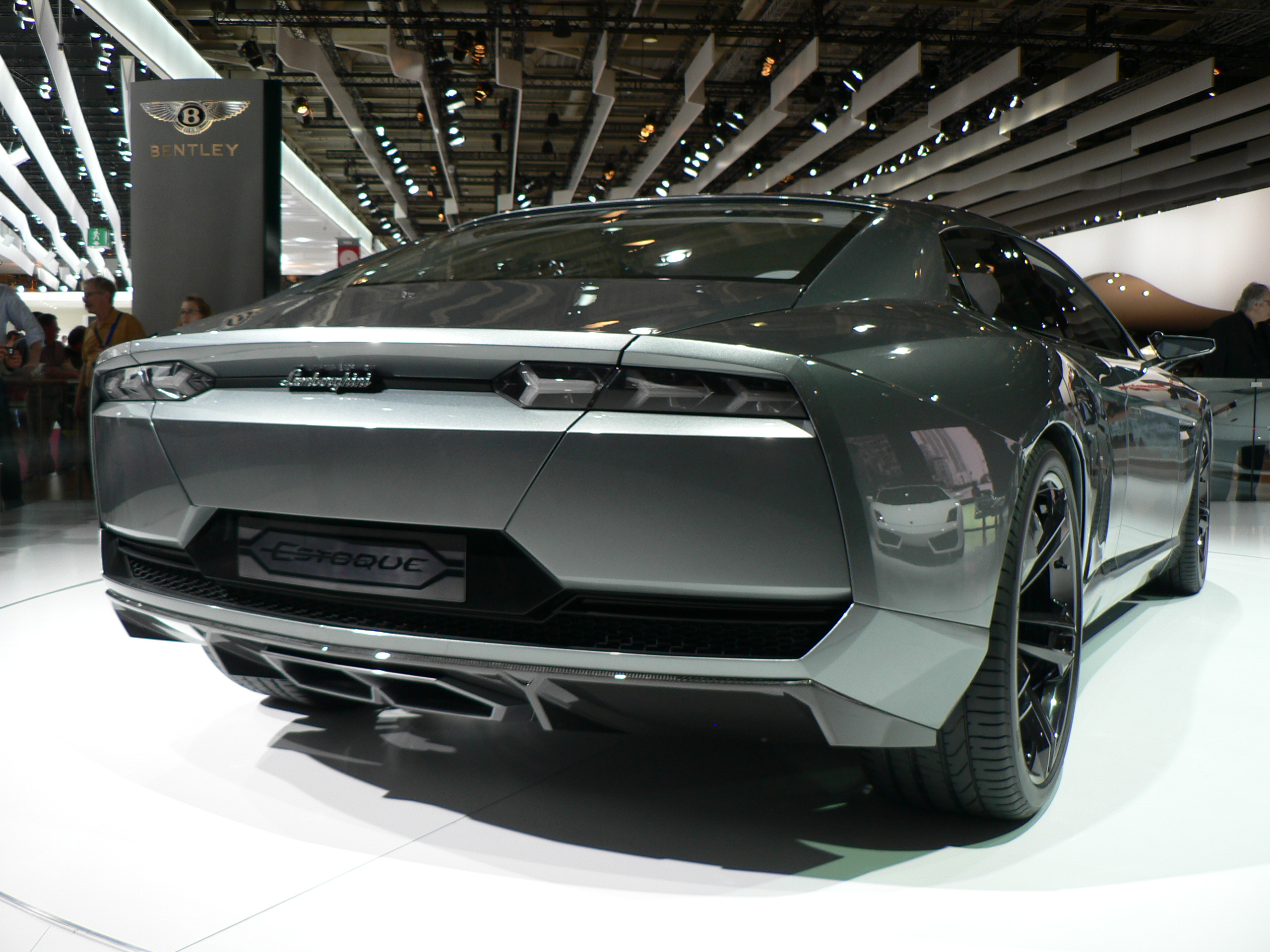
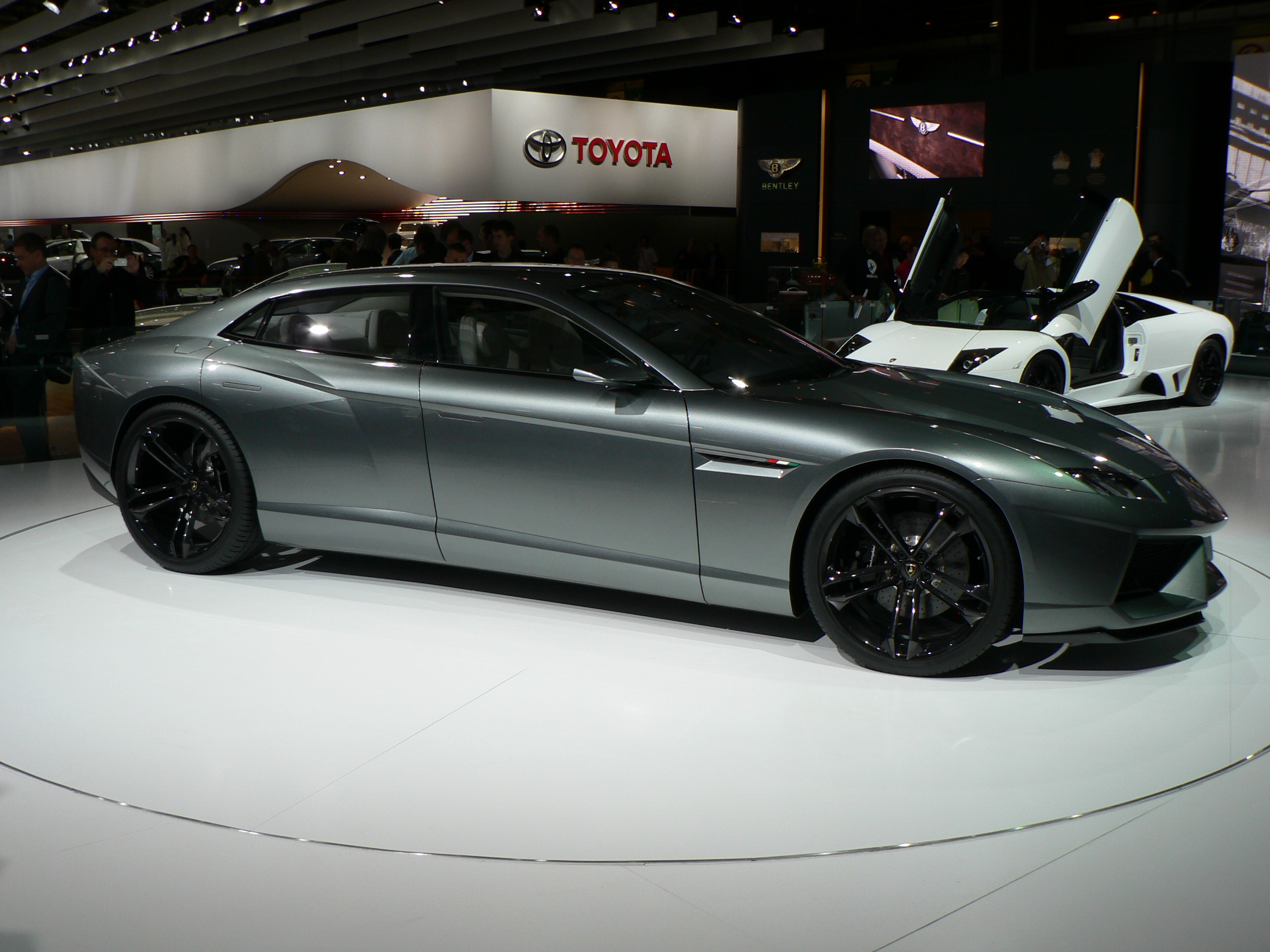
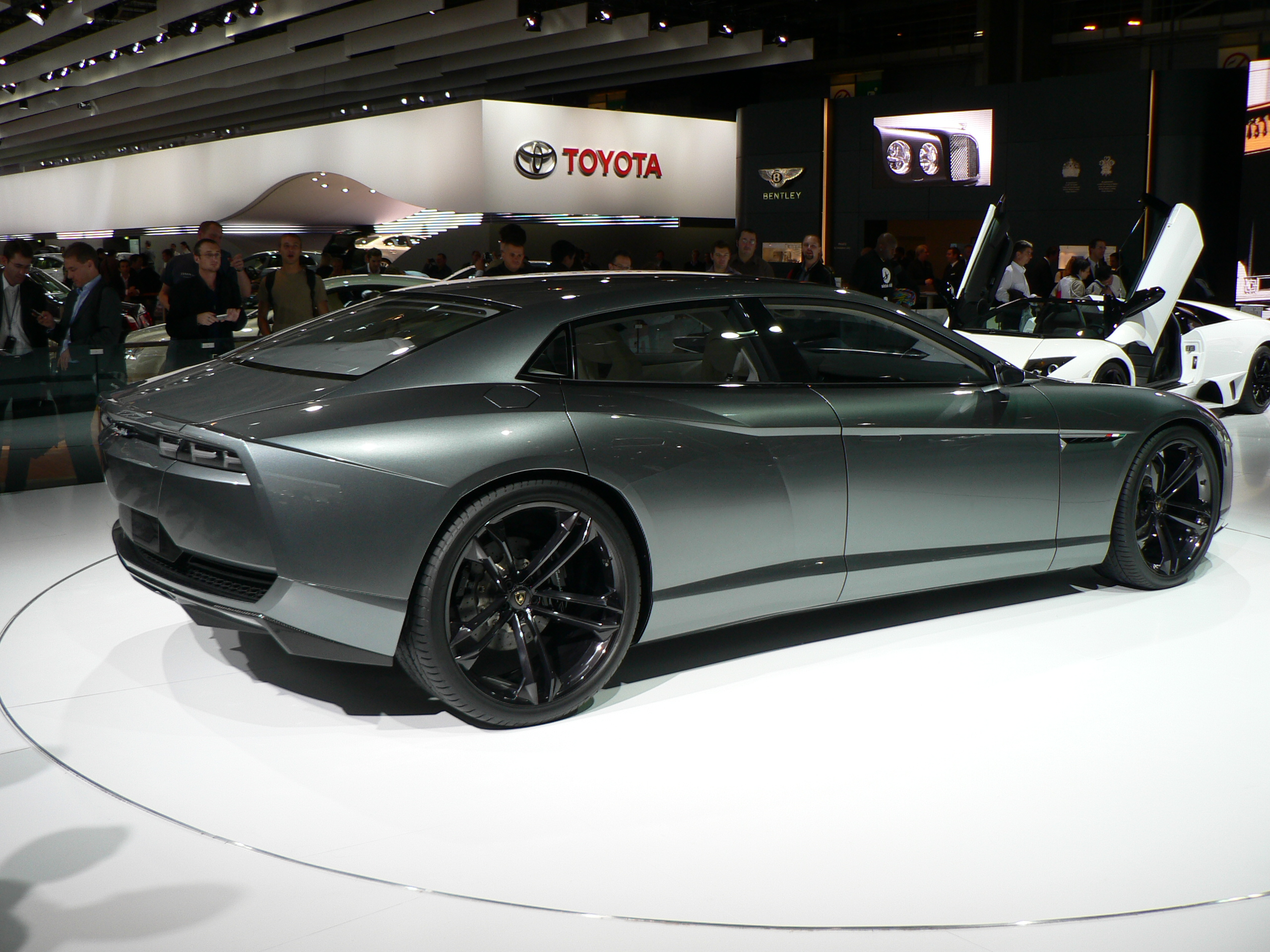